# قائمة القنوات المحلية اللاسلكية
القائمة من القنوات المحلية اللاسلكية هي مجموعة من شبكة محلية لاسلكية قانونا يسمح باستخدام شبكة المنطقة آي إي إي إي 802.11 البروتوكولات، وتباع في الغالب تحت العلامة التجارية واي فاي .
استخدام وثائق 802.11 مجموعة العمل حاليا في أربعة نطاقات تردد متميزة : 2.4 غيغاهرتز، 3.6 غيغاهرتز، 4.9 غيغاهرتز و 5 غيغاهرتز، و 5.9 جيجاهيرتز وتنقسم كل مجموعة إلى العديد من القنوات. البلدان الذي تطبق اللوائح الخاصة بها إلى القنوات المسموح بها على حد سواء، يسمح للمستخدمين ومستويات الطاقة القصوى ضمن هذه النطاقات الترددية. في بعض البلدان، مثل الولايات المتحدة، قد تستخدم مشغلي هواية الراديو مرخصة بعض القنوات في قوة أعلى من ذلك بكثير لمسافة طويلة وصول لاسلكية .

## 2.4 غيغاهرتز (802.11b/g/n)

تمثيل رسومي من القنوات الفرقة 2.4 غيغاهرتز متداخلة

## 3.6 غيغاهرتز (802.11y)
البلدان تطبق اللوائح الخاصة بها إلى القنوات المسموح بها على حد سواء، يسمح للمستخدمين ومستويات الطاقة القصوى ضمن هذه النطاقات الترددية.
فرقة 40 ميغاهيرتز متاح 3655-3695 ميغاهيرتز. ويمكن تقسيمها إلى 8 5 قنوات ميغاهيرتز، 4 10 قنوات ميغاهيرتز، أو 2 20 قناة ميغاهيرتز، على النحو التالي :
| قناة | تردد (( ميغاهيرتز )) | الولايات المتحدة الأمريكية | الولايات المتحدة الأمريكية | الولايات المتحدة الأمريكية |
| قناة | تردد (( ميغاهيرتز )) | 5 ميغاهيرتز                | 10 ميغاهيرتز               | 20 ميغاهيرتز               |
| ---- | -------------------- | -------------------------- | -------------------------- | -------------------------- |
| 131  | 3657.5               | نعم                        | لا                         | لا                         |
| 132  | 3660.0               | لا                         | نعم                        | لا                         |
| 132  | 3662.5               | نعم                        | لا                         | لا                         |
| 133  | 3665.0               | لا                         | لا                         | نعم                        |
| 133  | 3665.0               | لا                         | لا                         | نعم                        |
| 133  | 3667.5               | نعم                        | لا                         |                            |
| 134  | 3670.0               | لا                         | لا                         | نعم                        |
| 134  | 3672.5               | نعم                        | لا                         | لا                         |
| 135  | 3675.0               | لا                         | لا                         | لا                         |
| 135  | 3675.0               | لا                         | لا                         | لا                         |
| 135  | 3677.5               | نعم                        | لا                         | لا                         |
| 136  | 3680.0               | لا                         | نعم                        | لا                         |
| 136  | 3682.5               | نعم                        | لا                         | لا                         |
| 137  | 3685.0               | لا                         | لا                         | نعم                        |
| 137  | 3685.0               | لا                         | لا                         | نعم                        |
| 137  | 3687.5               | نعم                        | لا                         |                            |
| 138  | 3690.0               | لا                         | لا                         | نعم                        |
| 138  | 3692.5               | نعم                        | لا                         | لا                         |

## 4.9 غيغا هرتز (802.11y)
50 ميغاهيرتز من الطيف من 4940 ميغاهيرتز إلى 4990 ميغاهيرتز ( قنوات WLAN 20-26 ) قيد الاستخدام من قبل كيانات السلامة العامة في الولايات المتحدة. ضمن هذه المساحة الطيف، هناك نوعان من القنوات غير المتداخلة المخصصة، على حد سواء مع عرض 20 ميغاهرتز. القنوات الأكثر شيوعا هي 22 و 26 .

## 5.9 غيغا هرتز (802.11p)
802.11p ، المعروف أيضا باسم الوصول اللاسلكي في البيئات بالعربات ( WAVE ) ، الذي نشر في 15 تموز 2010، يحدد WLAN في مرخصة أنظمة النقل الذكية (ITS) الفرقة من 5.9 غيغاهرتز ( 5,850-5,925 غيغاهرتز) . [39 ] و والمقصود 802.11p معيار لاستخدامها في أنظمة الاتصالات المركبات.

## 60 غيغاهرتز (802.11ad)
802.11ad ، المعروف أيضا باسم وايرلس جيغابايت ألينس . هذا وتعمل في 60 غيغاهرتز .